# Vegadeo
Vegadeo is een gemeente in de Spaanse provincie en regio Asturië met een oppervlakte van 82,76 km². Vegadeo telt 3.911 inwoners (1 januari 2016).

## Demografische ontwikkeling
Bron: INE, 1857-2011: volkstellingen